# Jean-Charles della Faille
Jean-Charles della Faille (o Jan-Karel della Faille) (Anversa, 1º marzo 1597 – Barcellona, 4 novembre 1652) è stato un matematico gesuita belga del Ducato di Brabante.

## Biografia

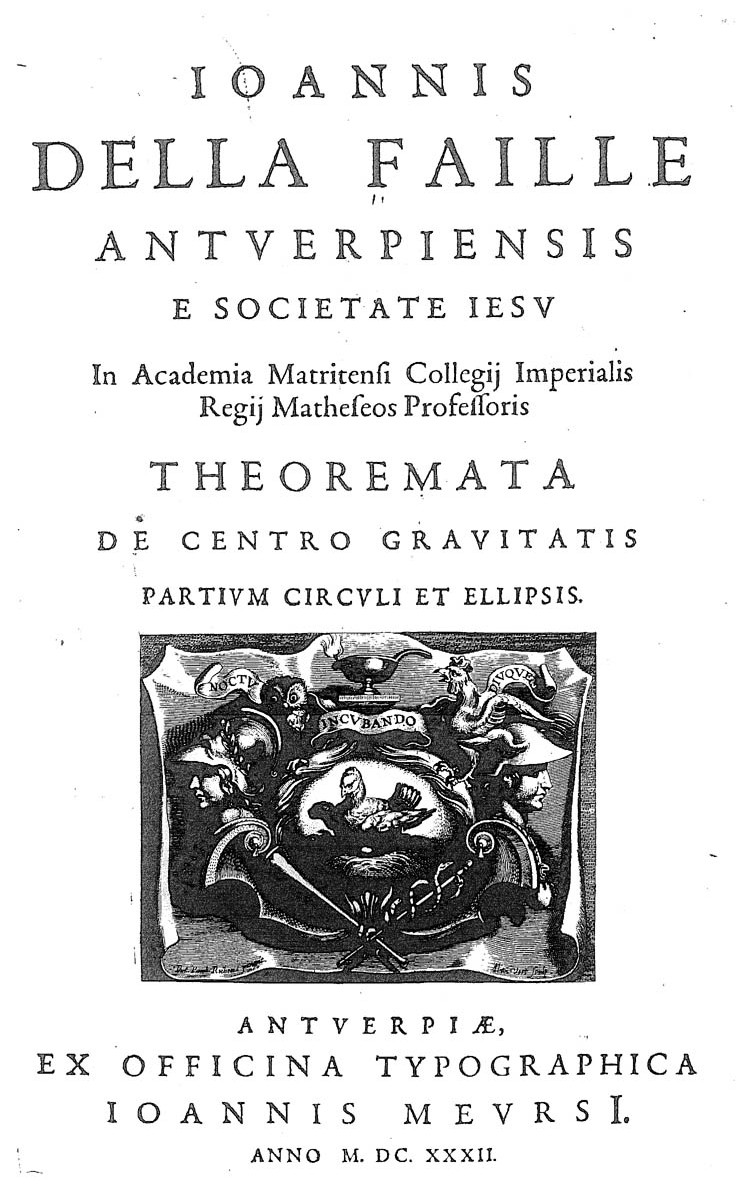
Theoremata de centro gravitatis partium circulis et ellipsis, 1632

Nacque ad Anversa, nel Ducato di Brabante. Studiò alla scuola gesuita di François d'Aguilon, e divenne un gesuita nel 1613, studiando al collegio di Mechelen per due anni. Tornò poi ad Anversa dove divenne uno dei migliori studenti, e discepolo, di Grégoire de Saint-Vincent. Nel 1620 si trasferì a Dole, sempre parte dell'impero spagnolo, per insegnare matematica e studiare teologia allo scopo di essere ordinato prete, come avvenne il 10 aprile 1621.
Dal 1626 al 1628, insegnò matematica all'istituto scolastico gesuita di Lovanio, prima di essere chiamato al collegio imperiale di Madrid, dove consigliava Filippo IV, re di Spagna, su questioni militari e fortificazioni, oltre a insegnare matematica. La sua opera principale è Theoremata de centro gravitatis partium circuli et ellipsis (1632) in cui determinò, per la prima volta, il centro di gravità del settore circolare.
Su richiesta della sua famiglia, ottenne un ritratto dal pittore fiammingo Anthony van Dyck nel 1629. Van Dyck lo ritrasse nel suo vestiario da gesuita con una serie di strumenti (fra cui un compasso una squadra e un mappamondo). Morì a Barcellona a 55 anni.

## Opere
- (LA) Jean Charles de la Faille, Theoremata de centro gravitatis partium circulis et ellipsis, Jan van Meurs, 1632.